# I Knew You Were Waiting (For Me)
"I Knew You Were Waiting (For Me)" är en duett med Aretha Franklin och George Michael. Låten, som är skriven av Simon Climie och Dennis Morgan, släpptes som singel i januari 1987. "I Knew You Were Waiting (For Me)" toppade bland andra UK Singles Chart och US Billboard Hot 100. På Sverigetopplistan hamnade den som bäst på fjärde plats.

## Låtförteckning
Vinylsingel (7 ")
1. "I Knew You Were Waiting (For Me)" – 3:52
2. "I Knew You Were Waiting (For Me)" (Instrumental) – 4:00

Maxisingel (12"; USA)
1. "I Knew You Were Waiting (For Me)" (Edited remix) – 5:29
2. "I Knew You Were Waiting (For Me)" (Percappela) – 5:14
3. "I Knew You Were Waiting (For Me)" (Album version) – 4:01
4. "I Knew You Were Waiting (For Me)" (Extended remix) – 7:30
  - Remix av Steve Thompson och Michael Barbiero.